# Greensboro (Alabama)
Greensboro – miasto w południowo-wschodniej części Stanów Zjednoczonych, w Alabamie, stolica hrabstwa Hale.

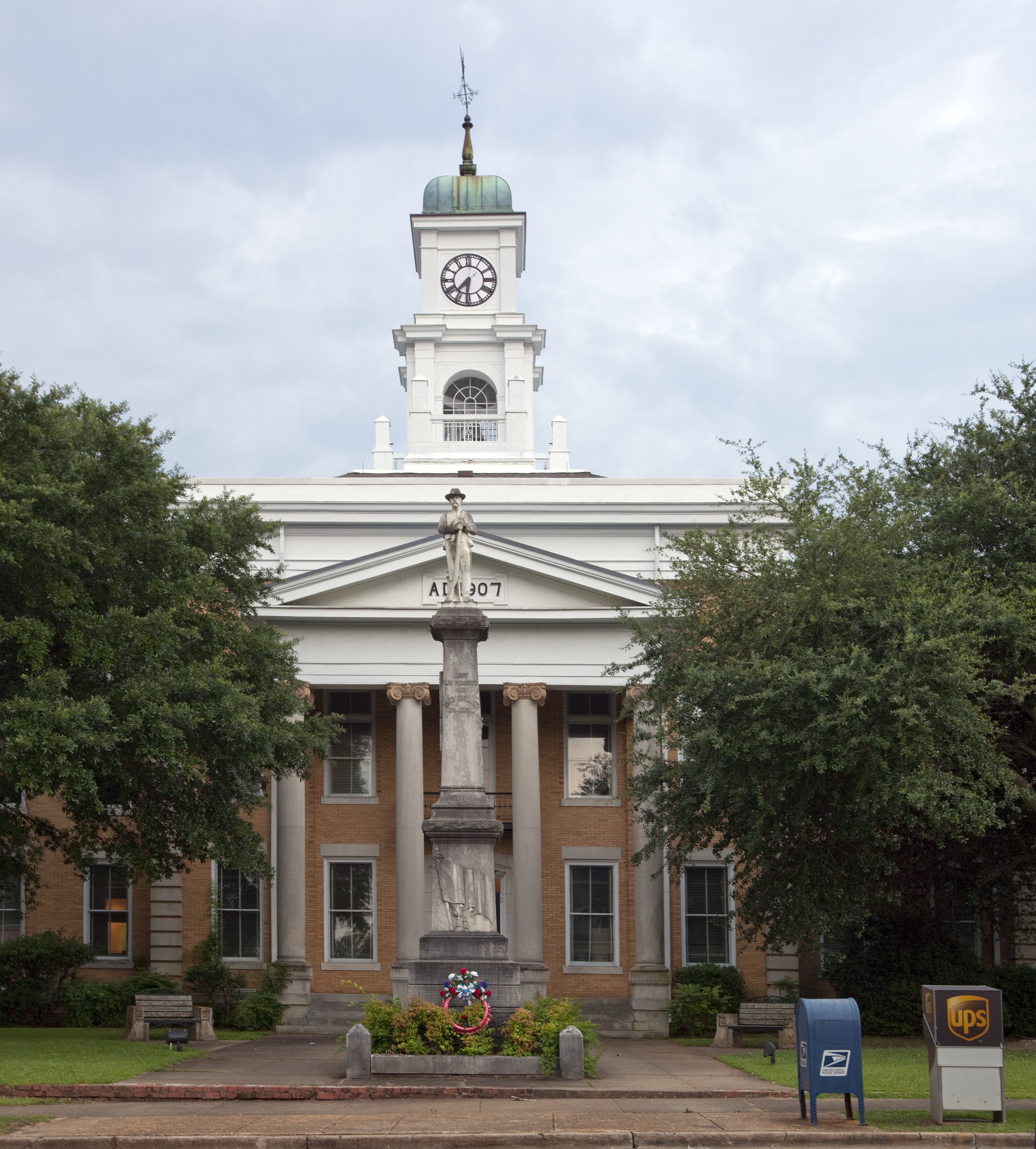
Budynek sądu w Greensboro

## Demografia
- Liczba ludności: 2163 (2023)[1]
- Gęstość zaludnienia: 348,9 os./km²
- Powierzchnia: 6,2 km²